# Светско првенство у кајаку и кануу на мирним водама 1982.
Светско првенство у кајаку и кануу на мирним водама 1982. одржано је у Београду, у тадашњој Југославији, и то рекордни четврти пут. Југославенски, данас главни град Србије, био је домаћин шампионата и 1971, 1975. и 1978. године.
У мушкој конкуренцији такмичења су се одвијала у шест дисциплина у кануу и девет у кајаку. За жене су одржана три такмичења у кајаку.
Ово је било седамнаесто Светско првенство у кајаку и кануу на мирним водама.

## Резултати[2]

### Мушкарци

#### Кану
| Дисциплина  | Злато                                      | Време    | Сребро                                              | Време    | Бронза                                       | Време    |
| C-1 500 m   | Источна Немачка · Olaf Heukrodt            | 01:54.60 | Мађарска · János Sarusi Kis                         | 01:55.94 | Совјетски Савез · Sergey Postrechin          | 01:56.09 |
| C-1 1000 m  | Источна Немачка · Jörg Schmidt             | 04:27.82 | Мађарска · Dezső Csépai                             | 04:28.43 | Совјетски Савез · Vassily Beresa             | 04:28.84 |
| C-1 10000 m | Мађарска · Tamás Wichmann                  | 47:16.53 | Чехословачка · Jiří Vrdlovec                        | 47:23.56 | Румунија · Gheorghe Titu                     | 47:35.23 |
| C-2 500 m   | Југославија · Матија Љубек · Мирко Нишовић | 01:40.80 | Совјетски Савез · Yuriy Laptikov · Sergey Petrenko  | 01:41.08 | Мађарска · László Foltan · István Vaskúti    | 01:41.75 |
| C-2 1000 m  | Мађарска · János Sarusi Kis · Gyula Hajdu  | 04:00.52 | Југославија · Матија Љубек · Мирко Нишовић          | 04:02.75 | Источна Немачка · Olaf Heukrodt · Uwe Madeja | 04:05.71 |
| C-2 10000 m | Румунија · Ivan Patzaichin · Toma Simionov | 43:39.26 | Совјетски Савез · Vassily Beresa · Edem Muradosilov | 43:47.97 | Мађарска · Tamás Buday · László Vaskúti      | 43:52.62 |

#### Кајак
| Дисциплина  | Злато                                                                                           | Време    | Сребро                                                                             | Време    | Бронза                                                                            | Време    |
| K-1 500 m   | Совјетски Савез · Vladimir Parfenovich                                                          | 01:45.55 | Источна Немачка · Peter Hempel                                                     | 01:45.98 | Шведска · Lars-Erik Moberg                                                        | 01:46.01 |
| K-1 1000 m  | Источна Немачка · Rüdiger Helm                                                                  | 03:55.50 | Нови Зеланд · Alan Thompson                                                        | 03:57.62 | Норвешка · Einar Rasmussen                                                        | 03:58.18 |
| K-1 10000 m | Југославија · Milan Janić                                                                       | 44:28.02 | Норвешка · Einar Rasmussen                                                         | 44:35.47 | Совјетски Савез · Nikolay Astapkovich                                             | 44:37.25 |
| K-2 500 m   | Совјетски Савез · Vladimir Parfenovich · Sergey Superata                                        | 01:33.28 | Нови Зеланд · Alan Thompson · Paul MacDonald                                       | 01:33.94 | Западна Немачка · Matthias Seack · Oliver Seack                                   | 01:34.64 |
| K-2 1000 m  | Совјетски Савез · Vladimir Parfenovich · Sergey Superata                                        | 03:36.24 | Канада · Alwyn Morris · Hugh Fisher                                                | 03:37.45 | Шпанија · Luis Gregorio Ramos · Herminio Rodriguez                                | 03:39.08 |
| K-2 10000 m | Француска · Bernard Brégeon · Patrick Lefoulon                                                  | 40:09.11 | Холандија · Ron Stevenss · Gert Jan Lebbink                                        | 40:11.28 | Мађарска · István Szabó · István Tóth                                             | 40:04.01 |
| K-4 500 m   | Совјетски Савез · Sergey Krivozheyev · Igor Gaydamaka · Sergey Kolokolov · Aleksander Vodovatov | 01:24.09 | Источна Немачка · Frank-Peter Bischof · Frank Fischer · Rüdiger Helm · Harald Marg | 01:25.06 | Шведска · Jens Nordqvist · Lars-Erik Moberg · Per-Inge Bengtsson · Thomas Ohlsson | 01:25.38 |
| K-4 1000 m  | Шведска · Per-Inge Bengtsson · Lars-Erik Moberg · Thomas Ohlsson · Bengt Andersson              | 03:15.70 | Источна Немачка · Frank-Peter Bischof · Peter Hempel · Rüdiger Helm · Harald Marg  | 03:15.79 | Западна Немачка · Matthais Seack · Oliver Seack · Frank Renner · Bernd Hessel     | 03:15.90 |
| K-4 10000 m | Совјетски Савез · Alexander Yermilov · Nikolay Baranov · Sergey Zhuchray · Vladimir Romanovskiy | 36:21.37 | Румунија · Petrica Dimofte · Florian Marinescu · Ionel Igorov · Anghei Coman       | 36:26.51 | Мађарска · Kálmán Petrikovics · Tamás Szekes · László Rasztotzky · Tibor Helyl    | 36:27.03 |

### Жене

#### Кајак
| Дисциплина | Злато                                                                                 | Време    | Сребро                                                                                  | Време    | Бронза                                                                | Време    |
| K-1 500 m  | Источна Немачка · Birgit Fischer                                                      | 02:04.33 | Шведска · Agneta Andersson                                                              | 02:06.29 | Мађарска · Éva Rakusz                                                 | 02:09.42 |
| K-2 500 m  | Источна Немачка · Birgit Fischer · Bettina Streussel                                  | 01:57.23 | Мађарска · Katalin Povázsán · Erika Géczi                                               | 01:58.34 | Шведска · Karin Olsson · Agneta Andersson                             | 01:59.48 |
| K-4 500 m  | Источна Немачка · Birgit Fischer · Bettina Streussel · Roswitha Eberl · Kathrin Giese | 01:37.08 | Совјетски Савез · Inna Zhipulina · Nelli Yefremova · Yekaterina Golubeva · Saba Komkova | 01:38.05 | Мађарска · Agnes Dragos · Erika Géczi · Katalin Povázsán · Éva Rakusz | 01:38.37 |

## Табела медаља
| Позиција    | Држава          | Злато | Сребро | Бронза | Укупно |
| ----------- | --------------- | ----- | ------ | ------ | ------ |
| 1           | Источна Немачка | 6     | 3      | 1      | 10     |
| 2           | Совјетски Савез | 5     | 3      | 3      | 11     |
| 3           | Мађарска        | 2     | 3      | 6      | 11     |
| 4           | Југославија     | 2     | 1      | 0      | 3      |
| 5           | Шведска         | 1     | 1      | 3      | 5      |
| 6           | Румунија        | 1     | 1      | 1      | 3      |
| 7           | Француска       | 1     | 0      | 0      | 1      |
| 8           | Нови Зеланд     | 0     | 2      | 0      | 2      |
| 9           | Норвешка        | 0     | 1      | 1      | 2      |
| 10          | Канада          | 0     | 1      | 0      | 1      |
| 10          | Холандија       | 0     | 1      | 0      | 1      |
| 10          | Чехословачка    | 0     | 1      | 0      | 1      |
| 13          | Западна Немачка | 0     | 0      | 2      | 2      |
| 14          | Шпанија         | 0     | 0      | 1      | 1      |
| Укупно (14) | Укупно (14)     | 18    | 18     | 18     | 54     |